# HMS Hogue (1900)
El HMS Hogue fue un crucero acorazado de la clase Cressy de la Royal Navy. El Hogue fue hundido por el submarino alemán U-9 en septiembre de 1914.

## Historial de servicio

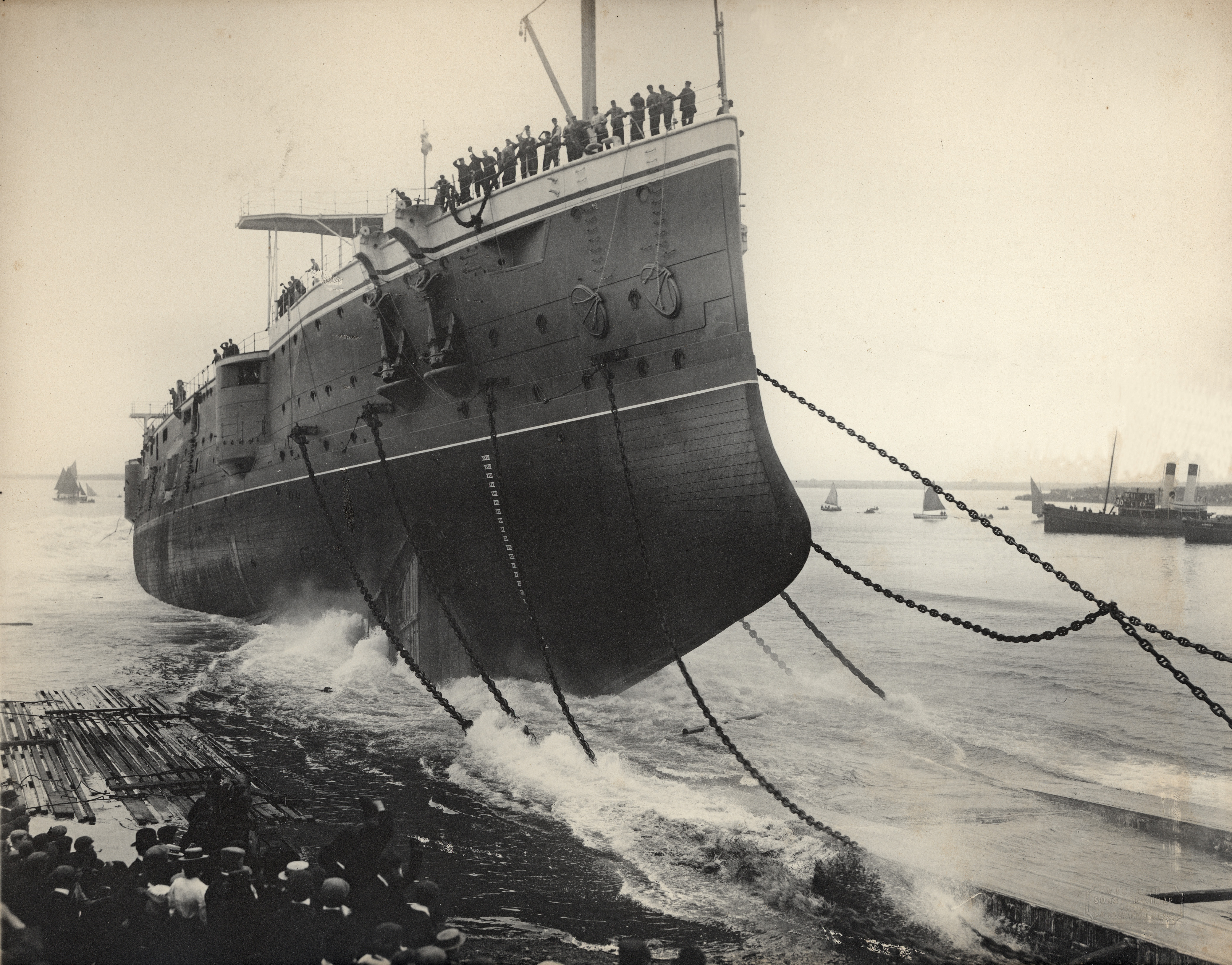
HMS Hogue zarpando.

En junio de 1906, el Hogue sirvió con la cuarta escuadra de cruceros del Reino Unido en la estación naval de Norteamérica e Indias Orientales bajo el mando del capitán  Arthur Y. Moggridge.
Poco después del inicio de la Primera Guerra Mundial en agosto de 1914, el Hogue fue asignado al 7º escuadrón de cruceros del Reino Unido con la misión de realizar patrullas en el mar del Norte en apoyo de las fuerzas de destructores y submarinos con base en Harwich los cuales, bloqueaban el paso Este del canal de la Mancha a los buques de la Kaiserliche Marine que intentaban atacar las rutas de suministro entre el Reino Unido y Francia.

## Destino

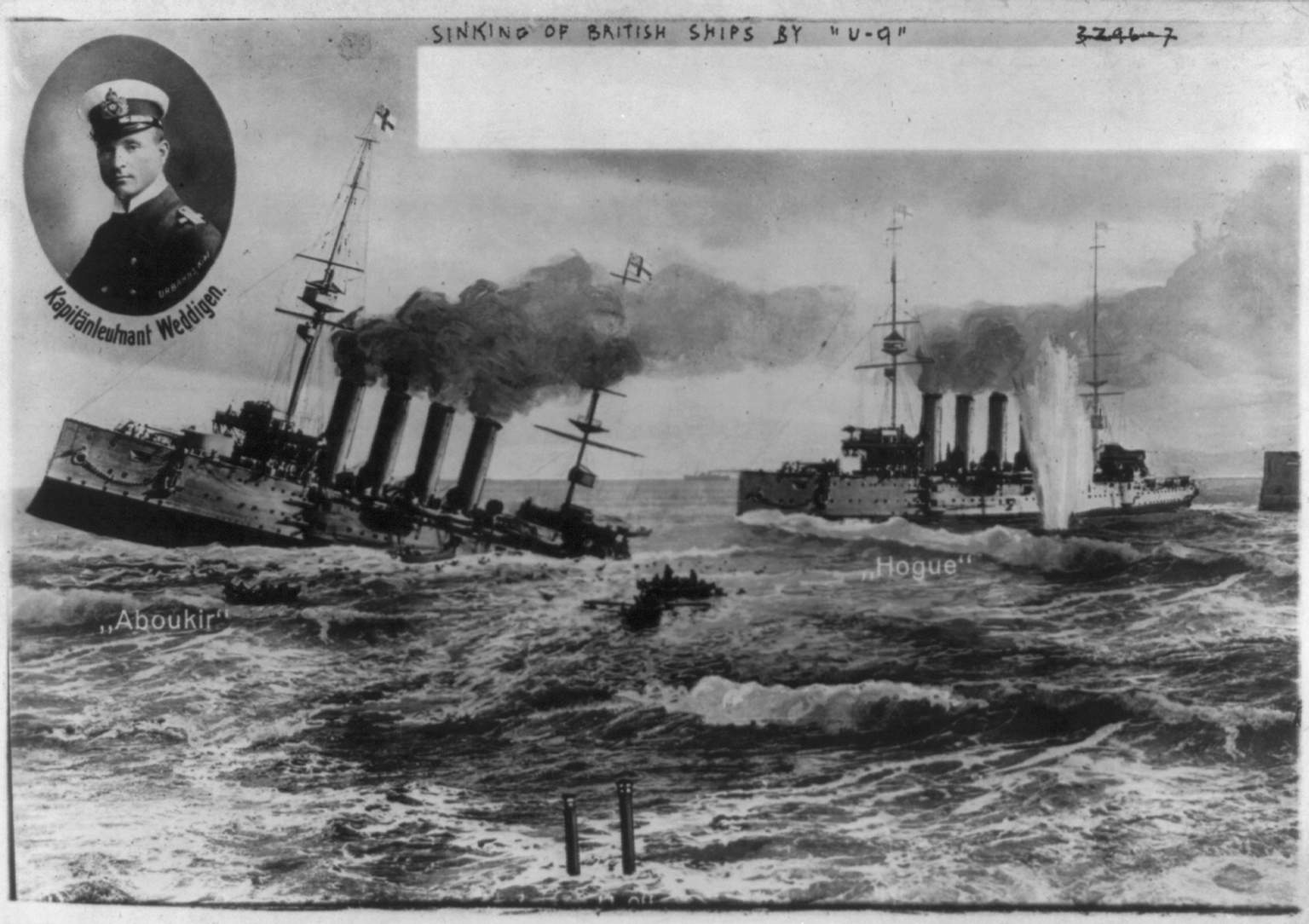
Victorias del U-9 del Otto Weddigen en una tarjeta postal

El Hogue fue hundido el 22 de septiembre de 1914 en la "Acción del 22 de septiembre de 1914". A las 7:00, en torno a 30 minutos después de comenzar el combate, el  Hogue fue impactado por dos torpedos disparados por el U-9 mientras intentaba rescatar a supervivientes de su gemelo el HMS Aboukir que, había sido hundido 15 minutos antes.